# مشكلات صحية متعلقة بألعاب الفيديو
المشكلات الصحية المتعلقة بألعاب الفيديو
يمكن أن تؤدي المشاكل الصحية المتعلقة بألعاب الفيديو إلى حدوث إصابات متكررة في الإجهاد أو اضطرابات جلدية أو مشكلات صحية أخرى. وتشمل المشاكل الأخرى نوبات فيديو استفزازية في المرضى الذين يعانون من الصرع. في حالات نادرة أو متطرفة، نجمت الوفيات عن اللعب المفرط في ألعاب الفيديو.

## النتائج العامة
تنظر الدراسات إلى الطلاب ذوي السجلات السلوكية القوية في الماضي والذين انتهوا من قياس العدوانية المميزة. ووجد الباحثون أن الطلاب، الذين أبلغوا عن لعب المزيد من الألعاب العنيفة في مدرستهم المتوسطة والثانوية، احتلوا بسلوك أكثر قوة، وعلاوة على ذلك، فإن الوقت الذي يقضيه في لعب ألعاب عنيفة في الماضي يرتبط بالدروس الأدنى في المدرسة، وهو سبب عدم الرضا عن بعض الطلاب.
قد يكون أو لا يكون هناك إدمان ألعاب فيديو مصاحبة. كما تم ربط ألعاب الفيديو في بعض الدراسات بالسلوك العدواني والعنف أو السلوك المخيف من قبل لاعبيها على المدى القصير على الرغم من أن دراسات أخرى لم تدعم هذا الرابط. 
وقد ذكرت الدراسات بشكل رئيسي مشاكل صحية في الأطفال، ولا سيما الأولاد. تم إعطاء العديد من الأسماء المحددة للمشاكل الصحية المتعلقة بألعاب الفيديو، على سبيل المثال الإبهام في PlayStation و Nintendinitis و Wiiitis الحاد . ومع ذلك، لا يبدو أن الأدبيات تدعم هذه الكيانات كأمراض منفصلة فعلاً. تتضمن وحدات التحكم في ألعاب الفيديو المرتبطة بالمشاكل الطبية PlayStation و Nintendo Wii ، على الرغم من أنه من غير المعروف ما إذا كانت أنواع معينة أكثر ارتباطًا بهذه المشكلات من غيرها. 
تشمل العلامات الجسدية المرتبطة بلعب ألعاب الفيديو المفرطة الحلقات السوداء في الجلد تحت العين وتصلب العضلات في الكتفين، ربما بسبب وضع متوتر أو حرمان من النوم . 
الأدبيات الموجودة على الألعاب غير متناسقة، وتنتج الدراسات أحيانًا نتائج متناقضة. تظهر بعض الدراسات ارتباطات قوية بين الألعاب والقضايا النفسية مثل زيادة العدوان في الذكور وزيادة الاكتئاب في الإناث.  تدّعي دراسة أخرى أن البنات اللواتي كن يعانقن أقل عرضة للإصابة بالاكتئاب، لكن من المرجح أن يدخلن في معارك. 
في عام 2009، وخلال خطاب ألقاه أمام الجمعية الطبية الأمريكية، حدد الرئيس الأمريكي باراك أوباما ألعاب الفيديو على أنها مصدر قلق صحي، مشيرًا إلى أنها عامل رئيسي في أنماط الحياة غير الصحية التي لا تتمتع بالصحة.

## القضايا العضلية الهيكلية
عند الاستجواب، يعترف الأطفال في كثير من الأحيان بالشكاوى الجسدية أثناء لعب ألعاب الفيديو، على سبيل المثال الألم في اليدين والمعصمين والظهر والرقبة.  يمكن أن تحسن التدابير المريحة من المشاكل الوضعية المرتبطة بلعب ألعاب الفيديو. 
تقرير حالة عام 2004 في مجلة The Lancet، كتبه صبي يبلغ من العمر 9 سنوات، يذكر إبهام Playstation، الذي يتميز بخدر وبثور ناتج عن الاحتكاك بين الإبهام وجهاز التحكم من اللعب السريع. [باستخدام dermoscopy، وجدعلماء الأمراض الجلدية نزيف يشبه نقطة وانحلال جزئي (ترك مسمار) في المريض الذي قدم مع فرط التقرن. 
وقد استخدم Nintendonitis لوصف إصابات الأوتار (tendinosis) من اليدين والمعصمين في لاعبي نينتندو. 
أفاد تقرير حالة عام 2010 في مجلة نيوإنجلند جورنال أوف ميديسين عن حدوث كسر في قاعدة المشط الخامس بعد استخدام لوحة توازن Wii. هذا كان يطلق عليه اسم وى كسر. 
أكدت دراسة أخرى شملت الأعراض العضلية والعضلية واستخدام الكمبيوتر بين المراهقين الفنلنديين العلاقة بين الأعراض العضلية الهيكلية واستخدام الكمبيوتر. تدّعي الدراسة أن الاستخدام اليومي للكمبيوتر لساعتين أو أكثر يزيد من خطر الألم في معظم المواقع التشريحية. 
يؤدي استمرار جلسات الفيديو الطويلة باستمرار إلى زيادة احتمال آلام أسفل الظهر، وفقًا لدراسة أجريت في مجموعة من أطفال المدارس. الأطفال الذين لعبوا ألعاب الفيديو لأكثر من ساعتين في اليوم كانوا أكثر ميلاً إلى الحصول على آلام أسفل الظهر، ولكن لا يمكن قول الشيء نفسه بالنسبة لأولئك الذين شاهدوا التلفزيون بدلاً من ذلك.

## مشاكل في الرؤية
قد يرتبط اللعب بألعاب الفيديو بمشاكل في الرؤية. يمكن أن يؤدي العرض الواسع للشاشة إلى إجهاد العين، نظرًا لأن القرنية والتلميذ والقزحية ليست مخصصة لجلسات المشاهدة الجماعية للأجهزة الإلكترونية. إن استخدام ألعاب الفيديو لفترة طويلة قد يسبب أيضًا صداعًا ودوخة وفرصًا للتقيؤ من التركيز على الشاشة.
ومع ذلك، فقد أظهرت بعض الدراسات أن ألعاب الفيديو يمكن استخدامها لتحسين ظروف العين المختلفة. أجري تحقيق في تأثير ألعاب الحركة على التوزيع المكاني للاهتمام، وكشفت عن أن اللاعبين أبدوا تحسنا بموارد الاهتمام مقارنة باللاعبين، ليس فقط في المحيط ولكن أيضا في الرؤية المركزية.  مزيد من الدراسات في عام 2011، خلصت إلى أن مجموعة من العلاج لعبة فيديو جنبا إلى جنب مع العلاج انسداد، من شأنه أن يحسن كثيرا من استعادة حدة البصر في تلك التي تعاني من الحول .

### نوبات الصرع
بدأت المخاوف من أن ألعاب الفيديو يمكن أن تؤدي إلى نوبات الصرع في أوائل 1980s، مع أول حالة موثقة طبيا من الاستيلاء الناجم عن لعبة فيديو التي تحدث في عام 1981.  في أوائل عام 1993 ذكرت صحيفة صن صبي اختنق حتى الموت على قيئه خلال نوبة ناجمة عن لعب لعبة فيديو؛ تم الإبلاغ عن حوادث مماثلة أقل خطورة من قبل وسائل الإعلام الإخبارية في جميع أنحاء العالم، وخلال عام كامل، طلبت جميع الشركات المصنعة لأجهزة ألعاب الفيديو إدراج التحذيرات الصرعية في أدلة التعليمات لجميع الألعاب المنشورة في لوحات المفاتيح الخاصة بها. 
وجدت الدراسات التي نشرت في عام 1994 في طب الأطفال و The Lancet أن ألعاب الفيديو لا تتسبب إلا في حدوث نوبات مرضية في الأشخاص المصابين بالفعل بالصرع، وأن الأشخاص الذين لديهم استعداد للصرع يمكن أن يقللوا إلى حد كبير من خطر حدوث نوبة عن طريق البقاء 10 أقدام أو أكثر بعيدًا عن جهاز التلفزيون وارتداء النظارات الشمسية أثناء اللعب.

### السمنة
وقد ارتبط اللعب لعبة فيديو باستمرار مع السمنة. وقد أجريت العديد من الدراسات على الرابط بين ألعاب التلفزيون والفيديو وزيادة مؤشر كتلة الجسم. بسبب ألعاب الفيديو التي تحل محل الأنشطة البدنية، يبدو أن هناك علاقة واضحة بين الوقت المستغرق في لعب ألعاب الفيديو وزيادة مؤشر كتلة الجسم لدى الأطفال الصغار.  أنتجت إحدى هذه الدراسات بيانات أشارت إلى أن الأولاد الذين يقضون أقل من 1.5 ساعة على التلفزيون ويلعبون ألعاب الفيديو، كانوا أقل عرضة بنسبة 75.4% للوزن الزائد عن أولئك الذين يقضون أكثر من 1.5 ساعة. 
قامت دراسة أجريت في عام 2011 بإضفاء الطابع الرسمي على رابطة لعب ألعاب الفيديو وزيادة كمية الطعام التي يتناولها المراهقون. أدت جلسة واحدة من تشغيل ألعاب الفيديو إلى زيادة في كمية الطعام، بغض النظر عن الشهية. قد يكون الاتجاه الأخير «لألعاب الفيديو النشطة» التي تدور حول جهاز Wii و Xbox Kinect طريقة للمساعدة في مكافحة المشكلة المذكورة ولكن هذه النتيجة لا تزال بحاجة إلى تأكيد من دراسات أخرى. علاوة على ذلك، تدّعي دراسة أجريت في كلية بايلور للطب تدور حول الأطفال أنه لا يوجد دليل يدعم الاعتقاد بأن الحصول على لعبة فيديو نشطة تحت ظرف طبيعي سيؤدي إلى نتيجة مفيدة تجاه الأطفال. لم تنتج الدراسة أي نتائج تظهر زيادة في النشاط البدني داخل الأطفال الذين يتلقون ألعاب الفيديو النشطة.ويقدر أن الأطفال في الولايات المتحدة ينفقون 25 في المائة من ساعات يقظتهم في مشاهدة التلفزيون ولعب ألعاب الفيديو. إحصائيا، الأطفال الذين يشاهدون معظم ساعات التلفزيون أو يلعبون ألعاب الفيديو لديهم أعلى نسبة من السمنة التي يمكن أن نراها.